# Guerino Vanoli Basket 2012-2013

## Stagione
La stagione 2012-2013 della Guerino Vanoli Basket, sponsorizzata Vanoli, è la 4ª in Serie A.
All'inizio della nuova stagione la Lega Basket decise di modificare il regolamento riguardo al numero di giocatori stranieri da schierare contemporaneamente in campo. Si decise così di optare per la scelta della formula con 7 giocatori stranieri di cui massimo 3 non appartenenti a Paesi appartenenti alla FIBA Europe o alla convenzione di Cotonou.
Il 14 gennaio Jarrius Jackson ottiene la cittadinanza italiana, non occupando così più un posto per i giocatori extracomunitari.

## Roster

### Staff tecnico e dirigenziale
- Allenatore: Luigi Gresta (dal 21 novembre)
- Allenatore: Attilio Caja (fino al 21 novembre)
- Assistente: Luigi Gresta (fino al 21 novembre)
- Assistente: Paolo Lepore
- Preparatore atletico: Giancarlo Arisi
- Medico: Luigi Mancini
- Medico: Pier Carlo Manzini
- Fisioterapista: Daniele De Palma
- Osteopata: Augusto Bagnoli

- Presidente: Aldo Vanoli
- Consigliere delegato: Andrea Zagni
- Direttore generale: Marco Boccoli
- Relazioni esterne: Andrea Piva
- Responsabile marketing: Filippo Bertolazzi
- Addetto stampa: Michele Bassani
- Addetto stampa: Paolo Bassignani
- Segreteria: Beatrice Placchi
- Addetto agli arbitri: Roberto Gavardini
- Responsabile logistica: Giuseppe Demaria
- Responsabile sito Internet: Giampietro Moroni
- Responsabile statistiche Lega: Giampietro Moroni
- Responsabile settore giovanile: Marco Canova

## Mercato
| Arrivi | Arrivi             | Arrivi            | Arrivi     |
| R      | Nome               | da                | Modalità   |
| ------ | ------------------ | ----------------- | ---------- |
| P      | Aaron Johnson      | Cestistica Ostuni | definitivo |
| GA     | Lance Harris       | Halychyna         | definitivo |
| AC     | Tuukka Kotti       | A. Costa Imola    | definitivo |
| AG     | Jānis Porziņģis    | Valmiera          | definitivo |
| AP     | Shawn Huff         | Fulgor L. Forlì   | definitivo |
| P      | Fabio Ruini        | Pall. Reggiana    | definitivo |
| C      | Andrija Stipanović | Juvecaserta       | definitivo |
| C      | Roberto Cazzaniga  | Pall. Pavia       | definitivo |
| AG     | Andrea Conti       | Pall. Pavia       | definitivo |
| P      | Luca Vitali        | Virtus Bologna    | definitivo |
| G      | Jarrius Jackson    | Veroli Basket     | definitivo |

| Partenze | Partenze           | Partenze                 | Partenze       |
| R        | Nome               | a                        | Modalità       |
| -------- | ------------------ | ------------------------ | -------------- |
| G        | Daniele Cinciarini | Sutor Montegranaro       | fine contratto |
| P        | Jonathan Tabu      | Pall. Cantù              | fine prestito  |
| P        | Matteo Lottici     | G.S. Dil. Corona Platina | fine contratto |
| C        | Riccardo Antonelli | Junior Casale            | fine contratto |
| P        | Lorenzo D'Ercole   | Virtus Roma              | fine contratto |
| AG       | Jasmin Perković    | Gießen 46ers             | fine contratto |
| AG       | Marko Milič        | Mahram Tehran            | fine contratto |
| G        | Armin Mazic        | Primavera Mirandola      | fine contratto |
| GA       | David Lighty       | JSF Nanterre             | fine contratto |
| G        | Jason Rich         | Enisey Krasnojarsk       | fine contratto |
| AG       | Marko Tušek        | Free agent               | fine contratto |

## Risultati

### Serie A

#### Regular season

##### Girone di andata
| Arbitri: | Giampaolo Cicoria (Milano) Saverio Lanzarini (Bologna) Massimiliano Barni (Conegliano) |

|                               |            |                                 |
| Jackson 15 Harris 15 Kotti 10 | Punti      | 19 Minard 18 Hasbrouck 15 Smith |
| Vitali 6                      | Assist     | 8 Poeta                         |
| Kotti 8                       | Rimbalzi   | 7 Smith                         |
| Attilio Caja                  | Allenatori | Alex Finelli                    |

| Arbitri: | Enrico Sabetta (Termoli) Alessandro Vicino (Argelato) Gianluca Calbucci (Pomezia) |

|                                     |            |                             |
| Jonušas 14 Chatfield 11 Mordente 10 | Punti      | 14 Harris 13 Vitali 12 Huff |
| Jonušas 3                           | Assist     | 2 Stipanović                |
| Akindele 11                         | Rimbalzi   | 13 Stipanović               |
| Stefano Sacripanti                  | Allenatori | Attilio Caja                |

| Arbitri: | Gianluca Mattioli (Pesaro) Luca Weidmann (Campobasso) Alessandro Terreni (Vicenza) |

|                                      |            |                                |
| Gibson 21 Ndoja 13 Reynolds 10       | Punti      | 30 Harris 19 Jackson 9 Johnson |
| Formenti, Fultz, Reynolds, Simmons 2 | Assist     | 3 Johnson                      |
| Simmons 9                            | Rimbalzi   | 6 Jackson                      |
| Piero Bucchi                         | Allenatori | Attilio Caja                   |

| Arbitri: | Roberto Begnis (Crema) Alessandro Vicino (Argelato) Gianluca Sardella (Rimini) |

|                               |            |                                  |
| Harris 30 Jackson 14 Kotti 12 | Punti      | 19 Ebi 18 Dragović 18 Richardson |
| Vitali 6                      | Assist     | 4 Shakur                         |
| Harris 11                     | Rimbalzi   | 11 Ebi                           |
| Attilio Caja                  | Allenatori | Giorgio Valli                    |

| Arbitri: | Giampaolo Cicoria (Milano) Saverio Lanzarini (Bologna) Massimiliano Barni (Conegliano) |

|                                          |            |                               |
| Steele 14 Johnson 13 Cinciarini, Slay 11 | Punti      | 21 Harris 13 Kotti 12 Johnson |
| Di Bella 4                               | Assist     | 4 Johnson                     |
| Johnson 8                                | Rimbalzi   | 13 Kotti                      |
| Charlie Recalcati                        | Allenatori | Attilio Caja                  |

| Arbitri: | Enrico Sabetta (Termoli) Gabriele Bettini (Bologna) Lorenzo Baldini (Firenze) |

|                               |            |                            |
| Jackson 22 Kotti 19 Harris 15 | Punti      | 20 Datome 17 Goss 12 Jones |
| Harris 4                      | Assist     | 3 Goss                     |
| Kotti 15                      | Rimbalzi   | 10 Lawal                   |
| Attilio Caja                  | Allenatori | Marco Calvani              |

| Arbitri: | Tolga Sahin (Messina) Alessandro Vicino (Argelato) Davide Ramilli (Forlì) |

|                              |            |                               |
| Brooks 16 Tabu 14 Aradori 13 | Punti      | 17 Harris 12 Jackson 11 Perić |
| Tabu 9                       | Assist     | 4 Johnson                     |
| Andrea Trinchieri            | Allenatori | Attilio Caja                  |

| Arbitri: | Paolo Taurino (Vignola) Carmelo Paternicò (Piazza Armerina) Manuel Mazzoni (Grosseto) |

|                                   |            |                                      |
| Harris 15 Vitali 12 Stipanović 11 | Punti      | 17 Langford 15 Hairston 12 Stipčević |
| Jackson, Vitali 1                 | Assist     | 4 Cook                               |
| Stipanović 15                     | Rimbalzi   | 10 Hendrix                           |
| Attilio Caja                      | Allenatori | Sergio Scariolo                      |

| Arbitri: | Giampaolo Cicoria (Milano) Marco Giansanti (Roma) Alessandro Terreni (Vicenza) |

|                                       |            |                                  |
| T. Diener 23 D. Diener 16 Ignerski 13 | Punti      | 18 Harris 17 Perić 16 Stipanović |
| T. Diener 7                           | Assist     | 4 Vitali                         |
| Ignerski 7                            | Rimbalzi   | 12 Stipanović                    |
| Meo Sacchetti                         | Allenatori | Luigi Gresta                     |

| Arbitri: | Roberto Begnis (Crema) Carmelo Paternicò (Piazza Armerina) Mark Bartoli (Trieste) |

|                                       |            |                                 |
| Vitali 27 Jackson 15 Harris, Perić 13 | Punti      | 23 Young 16 Szewczyk 14 Diawara |
| Johnson 4                             | Assist     | 3 Young                         |
| Stipanović                            | Rimbalzi   | 8 Szewczyk                      |
| Luigi Gresta                          | Allenatori | Andrea Mazzon                   |

| Arbitri: | Luigi Lamonica (Roseto degli Abruzzi) Massimiliano Filippini (San Lazzaro) Gabriele Bettini (Bologna) |

|                                       |            |                                       |
| Brown 15 Moss 13 Hackett 12           | Punti      | 12 Vitali 12 Johnson 10 Harris, Perić |
| Moss 4                                | Assist     | 9 Johnson                             |
| Eze, Moss, Ortner, Ress, Sanik'idze 4 | Rimbalzi   | 14 Stipanović                         |
| Luca Banchi                           | Allenatori | Luigi Gresta                          |

| Arbitri: | Guerrino Cerebuch (Trieste) Marco Giansanti (Roma) Manuel Mazzoni (Grosseto) |

|                                   |            |                                   |
| Vitali 26 Harris 18 Stipanović 17 | Punti      | 21 Barbour 17 Crosariol 12 Kinsey |
| Vitali 5                          | Assist     | 4 Cavaliero                       |
| Stipanović 14                     | Rimbalzi   | 6 Barbour, Crosariol              |
| Luigi Gresta                      | Allenatori | Zare Markovski                    |

| Arbitri: | Paolo Taurino (Vignola) Alessandro Vicino (Argelato) Mark Bartoli (Trieste) |

|                              |            |                                           |
| Banks 22 Green 16 Dunston 16 | Punti      | 22 Jackson 16 Perić 12 Stipanović, Vitali |
| Green 4                      | Assist     | 6 Vitali                                  |
| Ere 7                        | Rimbalzi   | 6 Kotti                                   |
| Frank Vitucci                | Allenatori | Luigi Gresta                              |

| Arbitri: | Giampaolo Cicoria (Milano) Luca Weidmann (Campobasso) Mauro Pozzana (Udine) |

|                               |            |                                    |
| Jackson 17 Perić 14 Harris 17 | Punti      | 35 Taylor 13 Brunner 12 Cinciarini |
| Vitali 5                      | Assist     | 7 Cinciarini                       |
| Stipanović 9                  | Rimbalzi   | 7 Cinciarini, Taylor               |
| Luigi Gresta                  | Allenatori | Massimiliano Menetti               |

| Arbitri: | Paolo Taurino (Vignola) Gianluca Sardella (Rimini) Davide Ramilli (Forlì) |

|                                  |            |                                        |
| Rochestie 18 Jurak 12 Johnson 10 | Punti      | 26 Perić 18 Johnson 15 Harris, Jackson |
| Johnson 3                        | Assist     | 3 Harris, Johnson                      |
| Jurak 9                          | Rimbalzi   | 11 Perić                               |
| Massimo Cancellieri              | Allenatori | Luigi Gresta                           |

##### Girone di ritorno
| Arbitri: | Gianluca Mattioli (Pesaro) Massimiliano Filippini (San Lazzaro) Maurizio Biggi (Cavenago di Brianza) |

|                                      |            |                                          |
| A. Gigli 19 R. Minard 19 G. Poeta 18 | Punti      | 28 L. Harris 22 J. Jackson 13 A. Johnson |
| G. Poeta 3                           | Assist     | 3 H. Perić, A. Johnson, L. Harris        |
| A. Gigli 12                          | Rimbalzi   | 7 H. Perić                               |
| Alex Finelli                         | Allenatori | Luigi Gresta                             |

| Arbitri: | Roberto Begnis (Crema) Saverio Lanzarini (Bologna) Massimiliano Duranti (Càscina) |

|                              |            |                                              |
| Perić 15 Jackson 15 Kotti 14 | Punti      | 20 Jonušas 12 Akindele 9 Mavraides, Mordente |
| Johnson 7                    | Assist     | 4 Mordente                                   |
| Kotti 10                     | Rimbalzi   | 9 Jonušas                                    |
| Luigi Gresta                 | Allenatori | Stefano Sacripanti                           |

| Arbitri: | Giampaolo Cicoria (Milano) Alessandro Vicino (Argelato) Gianluca Calbucci (Pomezia) |

|                               |            |                                  |
| Jackson 19 Chase 16 Harris 15 | Punti      | 25 Gibson 15 Simmons 13 Viggiano |
| L. Vitali 8                   | Assist     | 3 Gibson                         |
| Stipanović 11                 | Rimbalzi   | 11 Simmons                       |
| Luigi Gresta                  | Allenatori | Piero Bucchi                     |

| Arbitri: | Paolo Taurino (Vignola) Luca Weidmann (Campobasso) Mauro Pozzana (Udine) |

|                                                        |            |                                       |
| J. Richardson 20 T. Dean 15 V. Spinelli, J. Lakovič 14 | Punti      | 17 L. Vitali 16 L. Harris 14 B. Chase |
| J. Lakovič 8                                           | Assist     | 6 L. Vitali                           |
| K. Ivanov 9                                            | Rimbalzi   | 6 L. Harris                           |
| Cesare Pancotto                                        | Allenatori | Luigi Gresta                          |

| Arbitri: | Gianluca Mattioli (Pesaro) Alessandro Vicino (Argelato) Lorenzo Baldini (Firenze) |

|                                            |            |                                             |
| L. Harris 20 L. Vitali 16 A. Stipanović 16 | Punti      | 22 D. Cinciarini 20 F. Di Bella 19 C. Burns |
| L. Vitali 6                                | Assist     | 8 F. Di Bella                               |
| A. Stipanović 13                           | Rimbalzi   | 9 C. Burns                                  |
| Luigi Gresta                               | Allenatori | Charlie Recalcati                           |

| Arbitri: | Guerrino Cerebuch (Trieste) Paolo Quacci (Albuzzano) Guido Federico Di Francesco (Termoli) |

|                                     |            |                                           |
| J. Taylor 21 P. Goss 15 G. Lawal 14 | Punti      | 18 A. Stipanović 14 B. Chase 13 L. Harris |
| P. Goss 4                           | Assist     | 9 L. Vitali                               |
| G. Lawal 12                         | Rimbalzi   | 6 A. Stipanović                           |
| Marco Calvani                       | Allenatori | Luigi Gresta                              |

| Arbitri: | Roberto Begnis (Crema) Emanuele Aronne (Viterbo) Alessandro Martolini (Roma) |

|                              |            |                                   |
| Vitali 22 Perić 17 Harris 15 | Punti      | 20 Mazzarino 18 Aradori 12 Leunen |
| Vitali 6                     | Assist     | 7 Tabu                            |
| Stipanović 8                 | Rimbalzi   | 8 Aradori                         |
| Luigi Gresta                 | Allenatori | Andrea Trinchieri                 |

| Arbitri: | Roberto Chiari (Ponzano Veneto) Carmelo Lo Guzzo (Pisa) Evangelista Caiazza (Arzano) |

|                                           |            |                                      |
| A. Gentile 15 L. Radošević 14 M. Green 13 | Punti      | 23 H. Perić 22 B. Chase 13 L. Vitali |
| M. Green 8                                | Assist     | 3 L. Vitali, A. Johnson              |
| M. Green 8                                | Rimbalzi   | 12 A. Stipanović                     |
| Sergio Scariolo                           | Allenatori | Luigi Gresta                         |

| Arbitri: | Enrico Sabetta (Termoli) Marco Giansanti (Roma) Denny Borgioni (Roma) |

|                                      |            |                                                     |
| H. Perić 25 L. Vitali 20 T. Kotti 19 | Punti      | 24 D. Diener 23 M. Ignerski 11 M. Pinton, T. Easley |
| A. Johnson 7                         | Assist     | 2 B. Thornton, M. Ignerski, M. Pinton               |
| H. Perić, T. Kotti 6                 | Rimbalzi   | 4 M. Vanuzzo, T. Easley                             |
| Luigi Gresta                         | Allenatori | Meo Sacchetti                                       |

| Arbitri: | Roberto Begnis (Crema) Manuel Mazzoni (Grosseto) Mark Bartoli (Trieste) |

|                                          |            |                                          |
| K. Clark 19 J. Hubálek 15 G. Rosselli 13 | Punti      | 15 H. Perić 14 B. Chase 14 A. Stipanović |
| G. Rosselli 3                            | Assist     | 5 L. Vitali                              |
| S. Szweczyk 9                            | Rimbalzi   | 12 A. Stipanović                         |
| Andrea Mazzon                            | Allenatori | Luigi Gresta                             |

| Arbitri: | Paolo Taurino (Vignola) Tolga Sahin (Messina) Maurizio Biggi (Cavenago di Brianza) |

|                                        |            |                                 |
| L. Vitali 17 T. Kotti 16 J. Jackson 14 | Punti      | 28 B. Brown 14 D. Moss 8 B. Eze |
| L. Vitali 8                            | Assist     | 4 B. Brown                      |
| H. Perić, L. Vitali 10                 | Rimbalzi   | 13 B. Eze                       |
| Luigi Gresta                           | Allenatori | Luca Banchi                     |

| Arbitri: | Luigi Lamonica (Roseto degli Abruzzi) Gabriele Bettini (Bologna) Gianluca Calbucci (Pomezia) |

|                                                     |            |                                        |
| L. Mack 22 A. Barbour 18 A. Crosariol, T. Kinsey 12 | Punti      | 21 H. Perić 15 L. Vitali 15 J. Jackson |
| R. Stipčević 5                                      | Assist     | 6 L. Vitali                            |
| T. Kinsey 9                                         | Rimbalzi   | 10 A. Stipanović                       |
| Zare Markovski                                      | Allenatori | Luigi Gresta                           |

| Arbitri: | Roberto Begnis (Crema) Lorenzo Baldini (Firenze) Alessandro Vicino (Argelato) |

|                                        |            |                                       |
| J. Jackson 25 L. Vitali 22 H. Perić 18 | Punti      | 23 A. Banks 19 M. Green 16 B. Dunston |
| L. Vitali 6                            | Assist     | 3 J. Talts, M. Green                  |
| H. Perić 11                            | Rimbalzi   | 13 B. Dunston                         |
| Luigi Gresta                           | Allenatori | Frank Vitucci                         |

| Arbitri: | Giampaolo Cicoria (Milano) Roberto Chiari (Ponzano Veneto) Alessandro Terreni (Vicenza) |

|                                                      |            |                                                       |
| D. Taylor 23 A. Cinciarini 19 M. Jeremić, T. Bell 11 | Punti      | 26 H. Perić 13 L. Vitali 13 J. Jackson, A. Stipanović |
| A. Cinciarini 5                                      | Assist     | 5 L. Vitali                                           |
| G. Brunner 10                                        | Rimbalzi   | 13 A. Stipanović                                      |
| Massimiliano Menetti                                 | Allenatori | Luigi Gresta                                          |

| Arbitri: | Guerrino Cerebuch (Trieste) Alessandro Martolini (Roma) Maurizio Biggi (Cavenago di Brianza) |

|                                        |            |                                          |
| B. Chase 20 L. Vitali 18 J. Jackson 15 | Punti      | 16 A. Renzi 12 T. Rochestie 10 M. Laganà |
| A. Johnson 5                           | Assist     | 4 T. Rochestie                           |
| T. Kotti 15                            | Rimbalzi   | 9 A. Renzi                               |
| Luigi Gresta                           | Allenatori | Massimo Cancellieri                      |